# Cornuscoparia
Cornuscoparia is een kevergeslacht uit de familie van de boktorren (Cerambycidae). De wetenschappelijke naam van het geslacht werd voor het eerst geldig gepubliceerd in 1894 door Jordan.

## Soorten
Cornuscoparia omvat de volgende soorten:
- Cornuscoparia annulicornis (Heller, 1897)
- Cornuscoparia meeki Breuning, 1980
- Cornuscoparia ochracea Jordan, 1894
- Cornuscoparia schlaginhaufeni (Heller, 1910)